# Thomas Seymour, 1:e baron Seymour av Sudeley

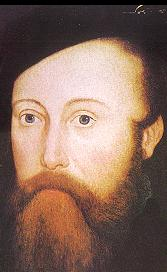
Thomas Seymour, 1:e baron Seymour av Sudeley.

Thomas Seymour, 1:e baron Seymour av Sudeley, född cirka 1508 i Burbage, Wiltshire, död 10 mars 1549 i London, var son till sir John Seymour och Margaret Wentworth. Han var äldre bror till Jane Seymour, Henrik VIII:s tredje drottning och därmed även morbror till Edvard VI. 
Seymour och Katarina Parr blev förälskade efter hennes andre makes död, men då kung Henrik visade intresse för Katarina, tvingades Seymour åt sidan och Henrik sände honom på ett diplomatiskt uppdrag till Nederländerna. Katarina blev Henriks sista maka. Efter hans död gifte hon sig med Seymour. Hon blev gravid, födde dottern Mary, och dog några dagar senare. 
Thomas (Lord High Admiral) och hans bror Edward (Lord Protector of England) hade den största makten i England genom sin systerson, kung Edvard VI, som fortfarande var ett barn då han ärvde tronen. 
Thomas var mycket äregirig och ville gifta sig med systersonens halvsyster prinsessan Elisabet. Hans agerande mot henne, med inslag av vad som kunde tolkas som sexuella närmanden, då hon bodde hos Seymours, tvingade styvmodern Katarina att skicka iväg henne för att skydda henne, antingen från Seymour eller från elak ryktesspridning. Thomas avrättades senare då han försökt ta kontrollen över den unge kung Edvard VI från sin bror Edward Seymour. 
Katarinas dotter skulle ha kunnat bli en förmögen kvinna, men hennes mor efterlämnade hela sin förmögenhet till maken. Då Thomas avrättades konfiskerade kronan allt han ägde, även Katarinas del. Mary tros ha avlidit vid späd ålder.